# Джованні-Анжело Монторсолі
Джованні-Анжело Монторсолі (італ. Giovanni Angelo Montorsoli 1506, Флоренція — 31 серпня, 1563, Флоренція) — італійський архітектор і скульптор доби маньєризму і раннього бароко.

## Життєпис
- Джованні-Анжело Монторсолі був серед тих флорентійців, котрих поціновував Джорджо Вазарі й чий життєпис відтворив у власній книзі. За описами Вазарі (досить неточними) майбутній скульптор народився в садибі Монторсолі[1], звідси його прізвище.
- Три роки навчався в майстерні скульптора Андреа ді П'єро Феруччі у місті Фьєзоле[2].
- Працював у Римі на будівництві собору Св. Петра як скульптор архітектурного декору.
- Був учнем і помічником Мікеланджело Буонарроті під час роботи останнього в бібліотеці Лауренціана та в Каплиці Медічі церкви Сан Лоренцо. Він виробив скульптуру Св. Косьми для скульптурного вівтаря каплиці за моделлю Мікеланджело.
- Обрав чернече життя й у 1530—1531 роки став ченцем.
- 1532 р. був викликаний у Рим папою, котрий знав про його фах скульптора. За дорученням папи римського реставрував три античні скульптури («Лаокоон», «Аполлон Бельведерський», «Бельведерський торс»[3]).
- Є відомості, що деякий час він працював у Парижі, натомість документів про перебування у Франції не збережено[4]. Відомо, що працював над замовленнями вельмож у декількох містах Італії (Флоренція, Рим, Болонья, Мессіна, Генуя, Вольтерра).
- Автор декількох надгробків, частка котрих збережена (надгробок Маффео Мауро, Вольтерра, собор (1537), надгробок Андреа Доріа, Генуя, церква Сан Маттео (1541).
- Майже 10 років працював у місті Мессіна як архітектор і скульптор. У Мессіні збудував маяк, збільшив акведук для постачання питної води, що закінчувався фонтаном Оріона. За легендами, поширеними серед мессінців, Оріон, на честь якого названо сузір'я на небі, був також і засновником їхнього міста. Серед найкращих творів цього періоду — галерея дванадцяти апостолів для головного собору міста. Монторсолі виконав лише дві скульптури — Апостолів Петра та Павла. У Мессіні мав учнів та залишив чимало послідовників-скульпторів.
- Монторсолі був серед засновників академії малюнку в місті Флоренція[5].
- Помер 31 серпня 1563 року[6]. Тіло (за свідченням Вазарі) поховали у Флоренції.

## Вибрані твори
- Реставрація скульптури «Лаокоон»

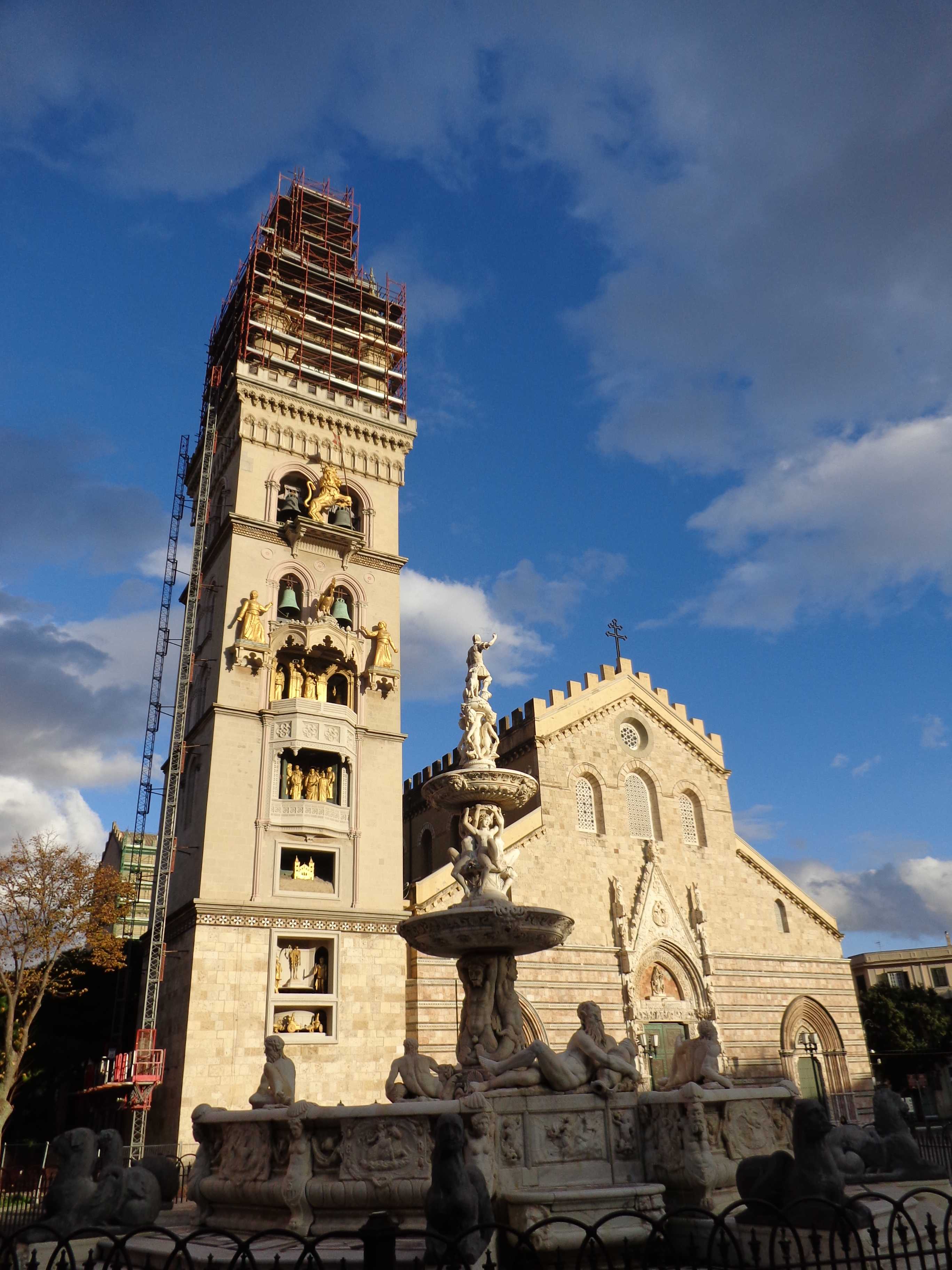
Мессіна, катедральний собор і фонтан

- Реставрація скульптури «Аполлон Бельведерський»
- Реставрація скульптури «Бельведерський торс»
- «Алегорія річки Арно», знищена[7]
- «Алегорія відчаю», фонтанна скульптура, Берлін
- «Іван Євангеліст», собор, Генуя
- Акведук у Мессіні, що закінчувався фонтаном Оріона
- "Фонтан Оріона ", Мессіна
- «Фонтан Нептуна», Мессіна (1557)
- Маяк у Мессіні
- «Фонтан Тритона» для саду палаццо Доріа (1547)
- «Св. Косьма» за малюнком Мікеланджело, Каплиця Медічі, Флоренція
- Надгробок Маффео Мауро, Вольтерра, собор (1537)
- Надгробок Андреа Доріа, Генуя, церква Сан Маттео (1541)
- Скульптури в церкві Сан Маттео, Генуя
- Дванадцять апостолів, Мессіна, катедральний собор
- Скульптури вівтаря в церкві Санта-Марія-деі-Серві, Болонья

## Галерея вибраних творів

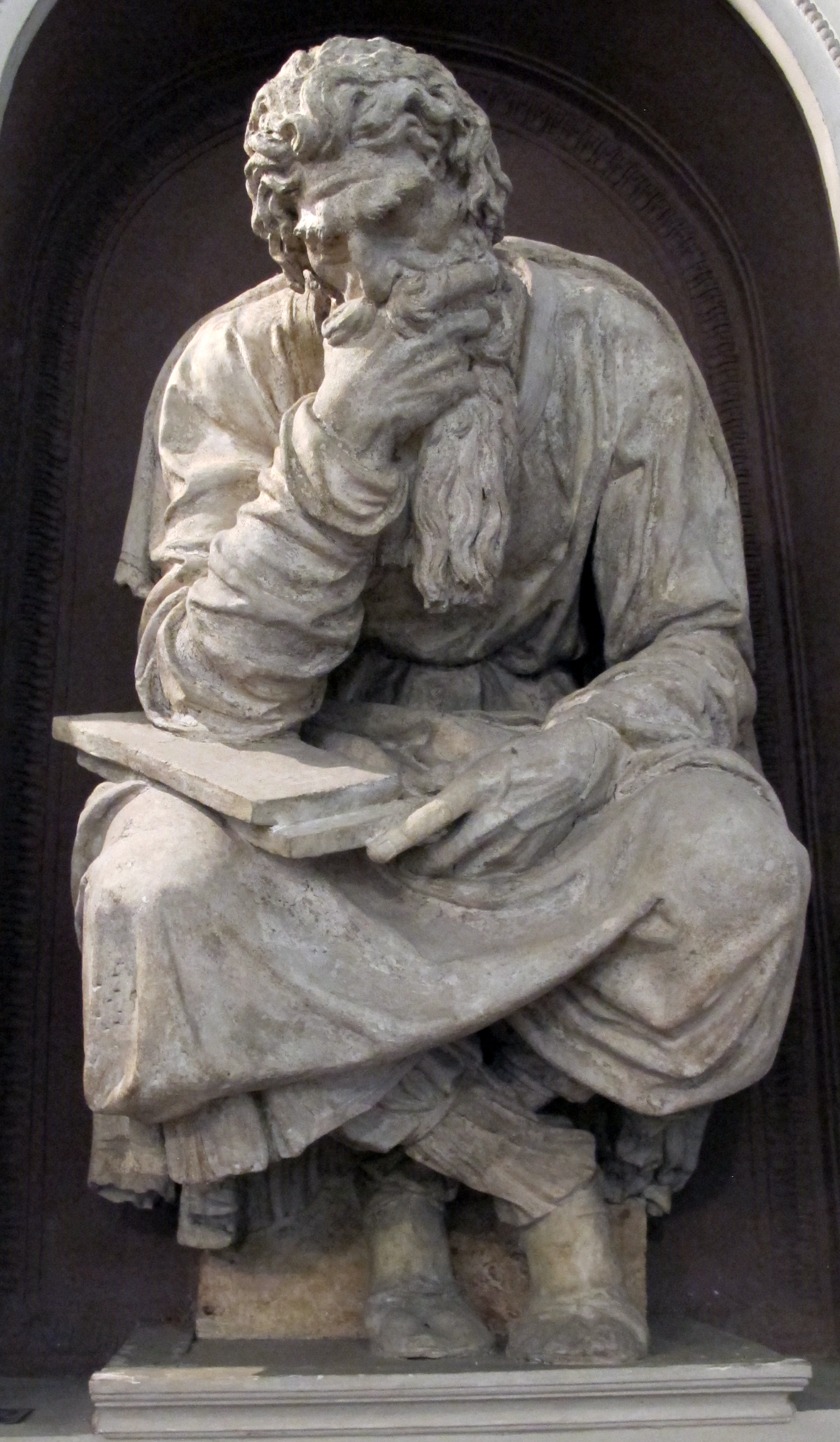
Монторсолі. «Мойсей»

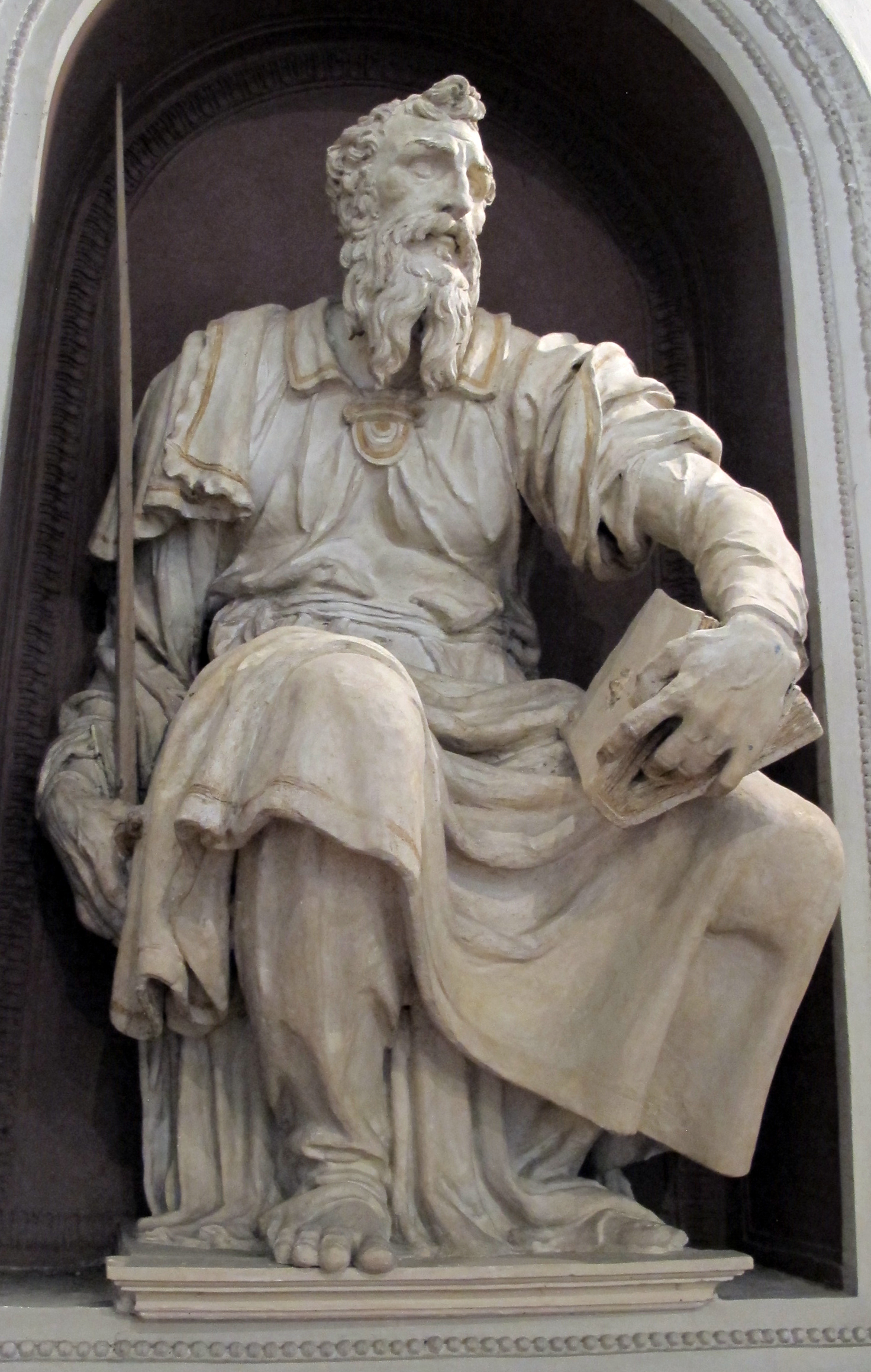
«Апостол Павло»
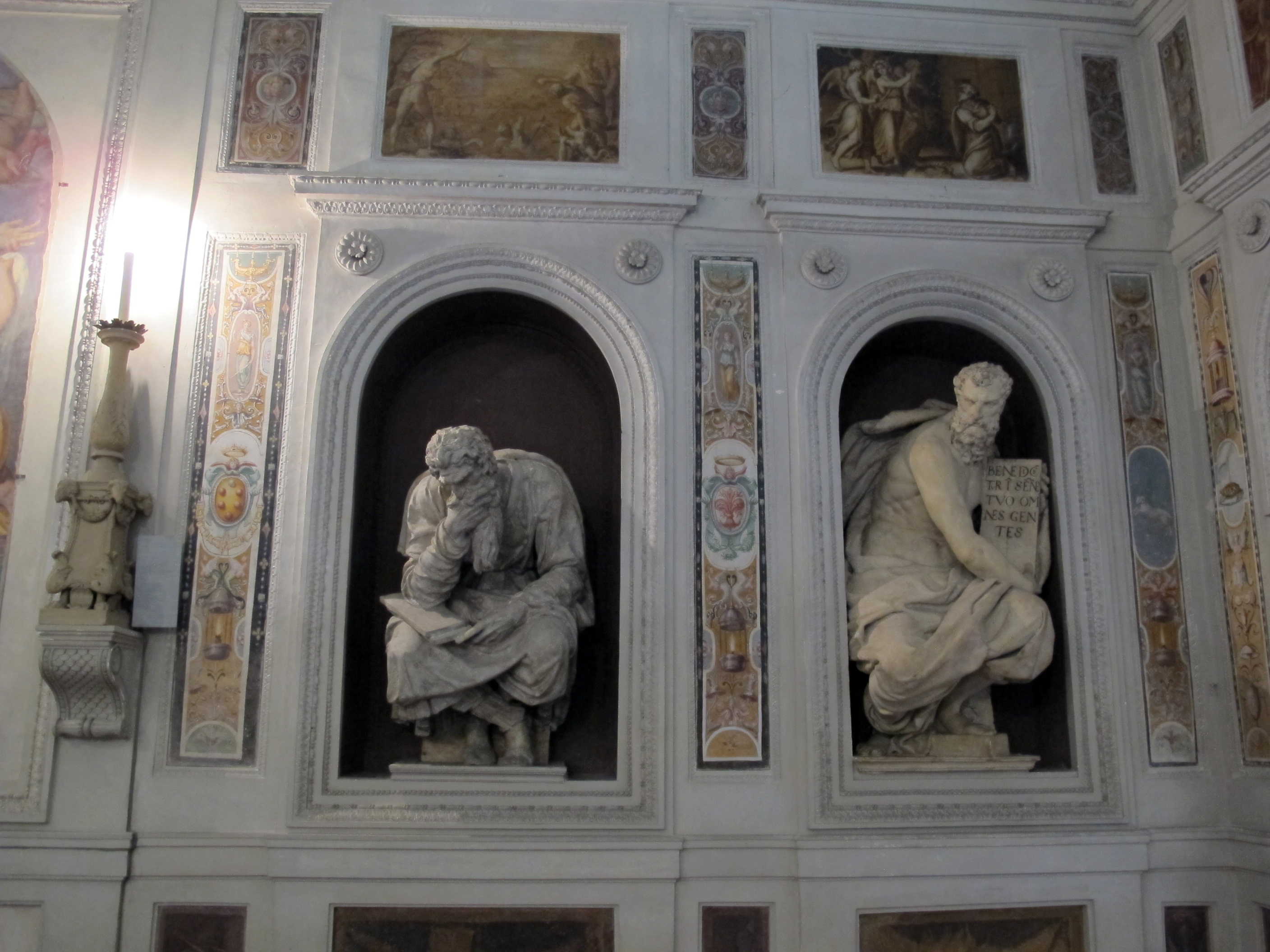
Церква Сантіссіма Аннунціата, Флоренція, каплиця Сан Лука
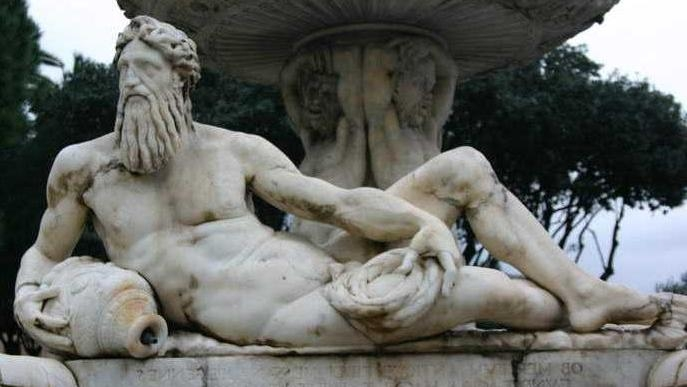
«Алегорія річки Тибр»